# リーチャー シーズン1
リー・チャイルドの小説シリーズを基にしたアメリカのアクション犯罪テレビドラマ『ジャック・リーチャー -正義のアウトロー-』のシーズン1は、2022年2月4日にAmazon Prime Videoで公開された。
『キリング・フロアー』に基づくこのシーズンには、アラン・リッチソン、マルコム・グッドウィン、ウィラ・フィッツジェラルド、クリス・ウェブスター、ブルース・マッギル、マリア・ステンらが出演した。このシーズンでは、リーチャーは警察官のオスカー・フィンリーおよびロスコー・コンクリンとともに地元の陰謀を捜査しつつ、兄を殺害した犯人を暴き出す。
2022年2月7日、Amazon Prime Videoはシーズン2の製作を決定した。

## エピソード
| 通算 話数 | シーズン 話数 | タイトル                                       | 監督                   | 脚本                   | 公開日       |
| --- | ------------- | ---------------------------------------------- | ---------------------- | ---------------------- | ------------ |
| 1 | 1             | "マーグレイヴへようこそ" "Welcome to Margrave" | トーマス・ヴィンセント | ニック・サントラ       | 2022年2月4日 |
| 深夜にマーグレイヴの郊外で男が射殺される。翌朝、バスで町にやって来たジャック・リーチャーがダイナーで食事中に殺人容疑で逮捕される。自白した銀行員ポール・ハブルとともに拘置所に送られ、看守のスパイヴィーに間違った房に入れられて、リーチャーは襲ってきた囚人たちを叩きのめす。ハブルは、家族を殺すと犯罪組織に脅迫されて罪をかぶったと告白する。釈放されたリーチャーは実業家クライナーの息子KJに脅される。第二の殺人が起き、死体安置所に行ったリーチャーは、最初の被害者が兄のジョーであったことを知る。 |               |                                                |                        |                        |              |
| 2 | 2             | "初めてのダンス" "First Dance"                 | サム・ヒル             | スコット・サリヴァン   | 2022年2月4日 |
| リーチャーはボストンから来たばかりの警部フィンリーと女性警官ロスコーと協力して国土安全保障省シークレットサービスに勤務していたジョーの殺人事件を捜査する。警察署長のモリソン夫妻が惨殺されて磔にされ、リーチャーは警察が腐敗しており、モリソンが犯罪組織の見せしめに殺されたと推測する。町長のティールが署長を兼ね、役に立たない捜査をフィンリーに命じる。ハブルは行方不明になり、フィンリーの友人でのFBI捜査官ピカードがハブルの妻子を保護する。リーチャーは看守のスパイヴィーを怪しんで呼び出すが、二人の南米出身の元兵士に襲われる。ロスコーに連れて行かれた州外のバーで、リーチャーは過去を語る。帰り道、道路が冠水したために二人はモーテルの一部屋で一夜を過ごす。ロスコーの家は荒らされている。 |               |                                                |                        |                        |              |
| 3 | 3             | "スプーンいっぱい" "Spoonful"                  | スティーヴン・サージク | アードリタ・ムカルジー | 2022年2月4日 |
| 家を荒らされたロスコーは銃をリーチャーに渡す。ジョーのシークレットサービスの同僚のモリー・ベス・ゴードンが、ジョーは通貨偽造を極秘捜査していたと教える。フィンリーは隣町のスパイヴィーの家を調べてクライナー工業につながることを知るが、黒人であるがゆえに警察に泥棒と決めつけられて暴行される。リーチャーは第二の被害者ジョブリンの弁護士を脅迫して、クライナー工業とつながることを知る。リーチャーとフィンリーはクライナーに会うも、捜査を辞めるよう脅される。リーチャーはロスコーとフィンリーに安全のため家を離れるよう求める。クライナーの息子のKJが、リーチャーは殺人の前歴があるとロスコーに警告する。フィンリーはハブルが通貨管理をしていた銀行を調べ、1年前に退職したことを知る。リーチャーは再び南米の兵士二人に襲われるが返り討ちにし、車の中にスパイヴィーの死体を見つける。                                |               |                                                |                        |                        |              |
| 4 | 4             | "木の中" "In a Tree"                           | クリスティーン・ムーア | ケイト・ダフィ         | 2022年2月4日 |
| リーチャーとロスコーは腐敗した警察の捜査拡大を嫌がって死体を始末する。リーチャーはイラクで少年たちを襲った男たちを殺したと認める。リーチャーとロスコーはホテルに泊まり親密になる。翌日、二人はジョブリンの家を訪ねて、南米にエアコンを輸送する仕事をしていたことを知る。ピカードがジョーが泊まったモーテルを見つけて密かに知らせる。二人はモーテルに兄が隠したメモを見つけた直後、傭兵に襲われて返り討ちにする。ティールがフィンリーにクライナーの捜査を禁じたため、リーチャーは知り合いの私立探偵ニーグリーに助けを求める。モリー・ベスがジョーの書類を持ってアトランタに来るが、リーチャーに会う前に殺され書類は奪われる。 |               |                                                |                        |                        |              |
| 5 | 5             | "謝罪なし" "No Apologies"                      | ノルベルト・バーバ     | スコット・サリヴァン   | 2022年2月4日 |
| リーチャーは州警察やアトランタ市警察の腐敗を恐れてモリー・ベスの死を通報しない。ロスコーのトラックに落書きしたKJを殴る。クライナー・シニアは訴えようとしないが、ティールは些細な理由でロスコーを解雇する。リーチャーは自殺したロスコーの上司グレイの遺した資料を見て、クライナーがマーグレイヴを拠点として通貨偽造を行っていたと疑う。クライナー工業が大量の飼料を購入していることを不審に思う。リーチャーはメンフィスに行って戦友の私立探偵フランセス・ニーグリーと協力し、ジョーを殺した容疑者を見つける。ティールがフィンリーの前任者であるグレイを殺したことを知ったロスコーはティールを殴り、フィンリーに町から連れ出されてピカードの代わりにハブルの妻子を守る。リーチャーとニーグリーは腐敗したメンフィス警察に襲撃される。フィンリーはクライナー工業のオフィスに忍び込み、クライナー・シニアの死体を発見する。 |               |                                                |                        |                        |              |
| 6 | 6             | "紙" "Papier"                                  | オマール・マダ         | アードリタ・ムカルジー | 2022年2月4日 |
| マーグレイヴ署はクライナー・シニア殺人を捜査する。フィンリーとリーチャーはクライナー工業のトラックを追跡するが、空であることを知る。フィンリーは妻が病死したと打ち明ける。リーチャーはジョーのメモにあった人々が一人を除いて殺されたことを知り、ニューヨークに飛んで生き残りの教授と話し、マーグレイヴで印刷された偽札がベネズエラに輸出されていたと推測する。リーチャーは襲ってきた男を返り討ちにする。ロスコーはモーテルに隠れたハブル家を守る。ポール・ハブルの妻チャーリーは、夫が脅されてクライナー工業のマネーロンダリングをしていたと告白する。二人の男がハブル家を襲うが、ロスコーが返り討ちにする。 |               |                                                |                        |                        |              |
| 7 | 7             | "リーチャー何も語らず" "Reacher Said Nothing"  | リン・オーディング     | スコット・サリヴァン   | 2022年2月4日 |
| ハブルの親戚である警官スティーヴンソンと妻が、尋問の末に惨殺される。ティールはフィンリーを解雇する。ニューヨークから戻ったリーチャーは残る警官のベイカーが腐敗していると疑い、ハブル家を捜索する計画をわざともらす。フィンリーはスティーヴンソンの両親に息子の死を伝える。クライナーの甥ドーソンを含む武装した男たちがリーチャーを殺すためにハブル家を襲うも、リーチャーは全員を返り討ちにする。リーチャーはクライナーが1ドル札を漂白して100ドル札を印刷していたと推測し、ロスコーを通じてピカードも知ることになる。フィンリーが襲われるもリーチャーの助言で命拾いする。二人は証拠を探すも、殺されたジョブリンの家は燃やされている。ジョブリンの両親の家で大量の偽札を見つけ、ピカードに知らせに行くが、そこにはKJとティールが待ち構え二人に銃を突きつける。                                                           |               |                                                |                        |                        |              |
| 8 | 8             | "パイ" "Pie"                                   | M・J・バセット         | ニック・サントラ       | 2022年2月4日 |
| KJは自分がジョー、モリソン、スティーヴンソン、さらに怖気づいた父親を殺したと明かす。ハブルの妻子とロスコーを人質にして、ハブルを探すようリーチャーに強要する。リーチャーは見張りのピカードを撃ち、ハブルを見つけてマーグレイヴに戻る。リーチャーは署を襲ってブレイクを殺してフィンリーを解放し、ニーグリーとハブルを仲間に加えてクライナー工業の工場を襲い放火する。生きていたピカードはフィンリーを襲うも返り討ちに会う。ハブルの妻子は救われ、ロスコーはティールを殺す。リーチャーはKJを火あぶりにする。一件落着後、フィンリーはボストンに戻り、ロスコーは町長に立候補すると語る。リーチャーは町を出る。 |               |                                                |                        |                        |              |

## 登場人物と配役

### メイン
ジャック・リーチャー
アラン・リッチソン（杉村憲司）
主人公、元合衆国陸軍憲兵隊第110特別捜査部隊指揮官の少佐で放浪者
マックスウェル・ジェンキンス - リーチャーの少年時代
オスカー・フィンリー
マルコルム・グッドウィン（各務立基）
マーグレイヴ警察の警部、ハーバード大学卒で最近マーグレイヴに移動
ロスコー・コンクリン
ウィラ・フィッツジェラルド（生田ひかる）
マーグレイヴ警察の警察官
KJ（クライナー・ジュニア）
クリス・ウェブスター（水内清光）
マーグレイヴの有力な実業家クライナー・シニアの息子
グローヴァー・ティール
ブルース・マッギル（さかき孝輔）
マーグレイヴの腐敗した町長でクライナーの共犯者
フランセス・ニーグリー
マリア・ステン（小澤みなみ）
陸軍憲兵隊でのリーチャーの同僚で現在は企業警備の専門家

### リカーリング
モズリー
ウィリー・C・カーペンター（ふくまつ進紗）
マーグレイヴの理髪店主
ジャスパー
ハーヴィー・ギレン
マーグレイヴの検視官
ジョー・リーチャー
クリストファー・ラッセル
リーチャーの兄
ギャヴィン・ホワイト - 少年時代のジョー
ジョセフィン・リーチャー
レズリー・フレイ
リーチャー兄弟の母
スタン・リーチャー
マシュー・マースデン
リーチャー兄弟の父
ベイカー
ヒュー・トンプソン
マーグレイヴの腐敗した警官
スティーヴンソン
ジョナサン・ケンスゲン（奥田寛章）
マーグレイヴの警官
ドーソン・クライナー
AJ・シモンズ
ポール・ハブル
マーク・ベンダヴィド（星野佑典）
マーグレイヴの銀行員
タナー・スパイヴィー
パトリック・ギャロー
チャーリー・ハブル
クリスティン・クルック
ポールの妻
クライナー・シニア
カリー・グレアム
マーグレイヴの有力な実業家
ピカード
マーティン・ローチ
FBIの捜査官でフィンリーの旧友

### ゲスト
エドワード・モリソン（エド）
ピーター・スカーゲン
犬の飼い主
ポール・ブラウンスタイン
モリー・ベス・ゴードン
ララ・ジーン・コロステッキ
エマ・スティーヴンソン
ホルハ・カデンセ

## 製作

### 企画
2019年7月15日、リー・チャイルドのジャック・リーチャーを主人公とした小説シリーズの映像化がAmazon Prime Videoから発表された。『SCORPION/スコーピオン』を製作したニック・サントラがパラマント・テレビジョンおよびスカイダンス・メディアを通じてシリーズの脚本、ショーランナーおよびプロデュースを担当した。2020年1月14日に、このテレビシリーズの制作のゴーサインが出て、ドン・グレンジャー、スコット・サリヴァン、デヴィッド・エリソン、ダナ・ゴールドバーグ、マーシー・ロスおよびクリストファー・マッカリーがチャイルドとともに製作総指揮をつとめた。第1シーズンはチャイルドの小説『キリング・フロアー』の映像化であることが発表された。2021年7月、M・J・バセットが監督してシリーズに加わったことが発表された。原作を映像化するために、脚本家たちは、リーチャーが自分の考えをもっと頻繁に言葉で表現する必要があると判断したが、彼のセリフは短く直接的なものにし、尊敬する人々とのみ長く話すようにした。彼らはまた、原作よりも早くニーグリーをシリーズに登場させることを決定した。

### キャスティング
2020年9月4日に、アラン・リッチソンがリーチャー役にキャスティングされた。2021年3月22日、マルコム・グッドウィン、ウィラ・フィッツジェラルド、クリス・ウェブスターがシリーズのレギュラーに加わった。2021年5月19日に、ブルース・マッギル、マリア・ステン、ヒュー・トンプソンがメインキャストに加わった。2021年6月11日、クリスティン・クルック、マーク・ベンダヴィド、ウィリー・C・カーペンター、カリー・グレアム、ハーヴィー・ギレン、マックスウェル・ジェンキンスが役名は明かされないもののキャストに加わることが発表された。

### 撮影
このシーズンの撮影のために、一時的な街並みがオンタリオ州ピカリングの北に作られた。架空の町であるマーグレイヴ全体は、オンタリオ州でリースした農場に一から建設された。。このシーズンの主要撮影はトロントで2021年4月15日から7月30日にかけて行われた。撮影中に、リッチソンが肩の骨を折り、外科手術を受ける必要があった。また、格闘シーンの最中に 腹筋を損傷した。

## 公開
シーズン1の全エピソードは2022年2月4日に公開された。